# Erzfischer
Der Erzfischer (Chloroceryle aenea) ist ein Vogel und gehört zur Familie der Eisvögel. Der Erzfischer gehört zu den kleinsten Vertretern der Familie. Er bewohnt die Tropen Amerikas von Mexiko bis Bolivien.

## Beschreibung
Der nur 13 cm lange Erzfischer wird 18 g schwer. Er hat wie die meisten Eisvögel einen kurzen Schwanz und einen langen Schnabel. Wie viele Vertreter der Familie ist auch diese Art sehr farbenprächtig. Die Oberseite ist oliv-grün, die Unterseite ist orange-rot, die Bauchmitte ist weiß. Weibchen haben ein schmales grünes Brustband.
Die Jungvögel ähneln den Altvögeln, haben aber eine blassere rötliche Unterseite, kein Brustband und weisen an der Flanke und den Flügeln Sprenkelungen auf.
Es werden zwei Unterarten unterschieden: Die südliche Nominatform  C. a. aenea hat zwei Reihen weißer Flecken auf den Flügeln, während die nördliche Unterart C. a. stictoptera drei bis vier Fleckenreihen auf den Flügeln und außerdem einen kaum sichtbaren weißen Fleck auf den Unterschwanzdecken hat.

## Vorkommen
Das Verbreitungsgebiet des Erzfischers erstreckt sich vom südlichen Mexiko über Mittelamerika bis ins westliche Ecuador, das zentrale Bolivien und Brasilien. Er kommt auch auf Trinidad vor. Er lebt an kleinen Flüssen in dichten Wäldern.

## Ernährung
Wie viele Eisvögel jagt auch der Erzfischer häufig von einem Ast knapp über dem Wasser aus. Kleine Fische und Kaulquappen erbeutet er, indem er sich kopfüber ins Wasser stürzt. Insekten ergänzen die Nahrung und werden im freien Luftraum gefangen.

## Fortpflanzung
Der Vogel gräbt eine 40 cm lange, waagerechte Brutröhre in Steilufer, Erdhaufen oder gelegentlich in einen Termitenhügel. Das Gelege besteht aus drei bis vier weißen Eiern.

## Gefährdung
Die Art gilt aufgrund ihres großen Verbreitungsgebietes als ungefährdet, sie wird von der IUCN als  (=least concern – nicht gefährdet) eingestuft.